# ويليانز
ويليانز هو لاعب كرة قدم برازيلي في مركزي الوسط والهجوم، ولد في 20 أبريل 1973 في سيرجيبي في البرازيل. لعب مع النجم الأحمر بلغراد.